# Thoracochromis moeruensis
Thoracochromis moeruensis (Syn.: Haplochromis moeruensis) ist ein afrikanischer Buntbarsch, der im südlichen Afrika im Mwerusee und im unteren und mittleren Luapula vorkommt.

## Merkmale
Thoracochromis moeruensis erreicht eine Körperlänge von 10 cm, ist schlank und hat einen relativ kurzen Kopf mit konkavem Stirnprofil. Die Grundfärbung ist olivbraun, unterhalb der Rückenflosse verläuft ein dunkles Längsband. Die Rückenflosse ist dunkel gesäumt. Rücken-, After- und Schwanzflosse zeigen wenige dunkle Punkte.
Wie alle Haplochromis-Verwandten ist Thoracochromis moeruensis ein ovophiler Maulbrüter, bei dem das Weibchen die Brutpflege übernimmt. Lebensweise und Ernährung der Art sind bisher nicht weiter erforscht worden.

## Systematik
Die Fischart wurde 1899 durch den belgisch-britischen Ichthyologen George Albert Boulenger unter dem Namen Paratilapia moeruensis erstmals beschrieben. Heute wird sie entweder der Gattung Thoracochromis oder Haplochromis zugeordnet. Sie ist jedoch nah mit Pseudocrenilabrus verwandt und gehört zu einer adaptiven Radiation mit mindestens 15 phänotypischen Variationen bzw. Arten dieser Gattung im Mwerusee.